# Moondog
Moondog, vlastním jménem Louis Thomas Hardin, (26. května 1916 – 8. září 1999) byl americký hudebník, skladatel, vynálezce hudebních nástrojů a básník.

## Život
Narodil se do episkopální rodiny v Marysville v Kansasu. Ve svých šestnácti letech oslepl při explozi dynamitu. Hudbě se věnoval od dětství; byl samoukem a učil se převážně podle sluchu, později i čtením teorie v Braillově písmu. V mládí se s rodinou několikrát stěhoval, vyrůstal mj. ve Wyomingu a Missouri, v dospělosti žil v Arkansasu a Tennessee. V roce 1943 se usadil v New Yorku a v roce 1947 začal používat přezdívku Moondog. Až do počátku sedmdesátých let vystupoval na ulici, převážně na Šesté avenue mezi 52. a 55. ulicí na Manhattanu, nejčastěji na rohu Šesté avenue a 54. ulice. Měl dlouhé vousy a vlasy, oblékal se do dlouhého pláště, nosil u sebe kopí a na hlavě nosil vikingskou přilbu s rohy. Psal symfonie, klavírní a varhanní skladby i hudbu pro dechové kapely; jeho písně zpívala mj. i rocková zpěvačka Janis Joplin. V roce 1972 město opustil a usadil se v městečku Candor a od roku 1974 žil v Německu. Zemřel v Münsteru ve věku 83 let.